# Doug Sandom
Douglas Sandom (n. 26 februarie 1930, Greater London, Anglia, Regatul Unit – d. 27 februarie 2019) a fost bateristul original al trupei engleze de rock The Who. În primele zile ale formației pe când aceasta cânta sub numele de The Detours, Sandom s-a alăturat ca baterist al grupului. Cu toate acestea, în timp ce majoritatea membrilor trupei erau adolescenți, Sandom se apropia de vârsta de 30 de ani, iar acest lucru a făcut imposibilă rămânerea sa în formație, mai ales că și nevasta acestuia îi reproșa că pierde prea mult timp noaptea.